# كارلوس سالا
كارلوس سالا (بالإسبانية: Carlos Sala)‏ هو منافس ألعاب قوى إسباني، ولد في 20 مارس 1960 في برشلونة في إسبانيا.

## وصلات خارجية
- كارلوس سالا على موقع الاتحاد الدولي لألعاب القوى (الإنجليزية)
- كارلوس سالا على موقع اللجنة الأولمبية الدولية (الإنجليزية)
- كارلوس سالا على موقع أوليمبيديا (الإنجليزية)
- كارلوس سالا على موقع اللجنة الأولمبية الإسبانية (الإسبانية)